# Epichirostenotes
Epichirostenotes is een geslacht van theropode dinosauriërs, behorend tot de groep van de Oviraptorosauria, dat tijdens het late Krijt leefde in het gebied van het huidige Noord-Amerika.

## Naamgeving en vondst
De typesoort Epichirostenotes curriei is in 2011 benoemd door Bob Sullivan, Steve Jasinski en Mark van Tomme in een appendix van het artikel dat Ojoraptorsaurus benoemde. De geslachtsnaam laat die van de verwante vorm Chirostenotes voorafgaan door een Grieks epi~, met de betekenis "achter", een verwijzing naar de drie miljoen jaar geringere ouderdom ten opzichte van de andere soort. De soortaanduiding eert Philip Currie.
Het holotype, ROM 43250, is in 1923 gevonden in lagen van de Horseshoe Canyon Formation van Alberta in Canada, vermoedelijk daterend uit het bovenste Campanien, ongeveer tweeënzeventig miljoen jaar oud. Het bestaat uit een erg fragmentarisch gedeeltelijk skelet met een gedeeltelijke schedel. Bewaard zijn gebleven: de maxilla, het os palatinum, de hersenpan, drie losse halswervels, twee nekribben, twee losse voorste ruggenwervels, een rib, stukken buikribben, een sacrum, een voorste staartwervel, vier achterste staartwervels, stukken darmbeen, de schaambeenderen, een zitbeen en de onderkant van een scheenbeen. Het specimen werd in 1924 beschreven door Charles Whitney Gilmore. In 1997 werd het door Hans-Dieter Sues opnieuw beschreven en toegewezen aan Chirostenotes pergracilis; het vertegenwoordigde een belangrijk deel van het materiaal dat van die soort bekend werd geacht.

## Beschrijving
Epichirostenotes is ongeveer een vijfde langer dan Chirostenotes pergracilis en heeft een lengte van zo'n tweeënhalve meter. Verder zijn er weinig vaststelbare verschillen, ook doordat het materiaal vaak niet overlappend is. Het zitbeen heeft onder de processus obturatorius een duidelijk hogere schacht; dat driehoekige uitsteeksel op de voorrand zelf steekt meer uit; de schacht heeft aan de basis van de voorrand een opvallend haakvormig uitsteeksel. Andere onderzoekers hebben opgemerkt dat deze verschillen bij theropoden binnen de normale individuele variatiebreedte voor deze skeletelementen vallen, zodat de enige geldige basis voor het soortonderscheid de jongere ouderdom lijkt te zijn. Het is daarom de vraag of andere wetenschappers de naam zullen overnemen.
De schaambeenderen zijn 422 millimeter lang en hebben een duidelijke knik naar achteren bij de bases. Het specimen werd eerder onder de robuuste morfe van Chirostenotes gerekend.

## Fylogenie
Epichirostenotes is door de naamgevers in de Caenagnathidae geplaatst.